# Wigratzbad

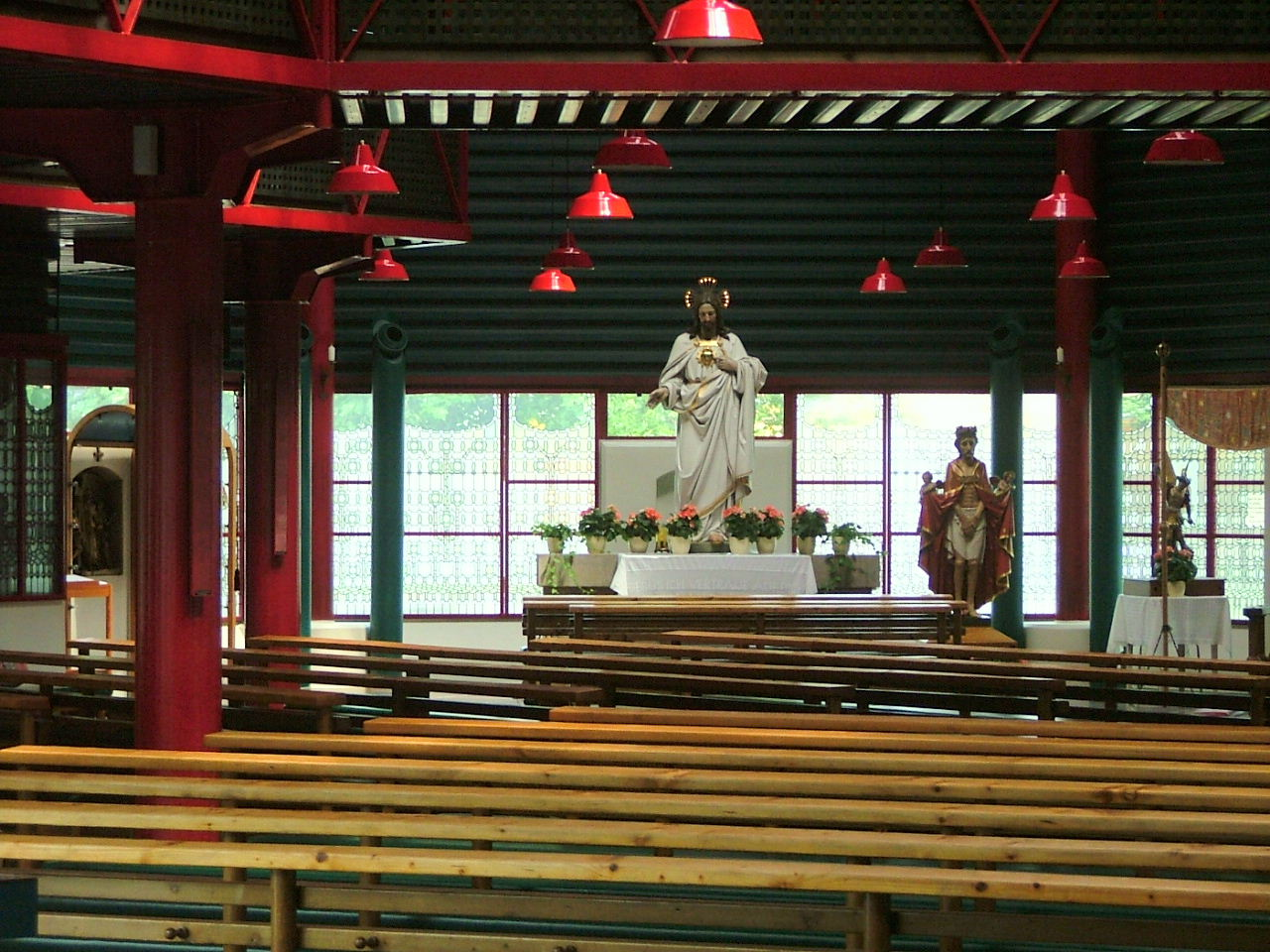
Vue de la chapelle du pèlerinage marial

Wigratzbad est un village de Souabe en Allemagne, appartenant à la municipalité d'Opfenbach. Il se trouve à la frontière de la Bavière et de la Souabe.
Pour les catholiques, il est surtout connu par des apparitions de la Vierge Marie y ayant eu lieu, et par le séminaire de la Fraternité sacerdotale Saint-Pierre.

## Les apparitions
Antonie Rädler a assisté, à partir de fin 1936 (elle avait alors 37 ans), à des apparitions de la Vierge Marie au sein de la « grotte de Lourdes » familiale, bénite par le père Basch, curé de la paroisse, le 11 octobre de la même année.
La chapelle Notre-Dame-de-Victoire (Maria vom Sieg) abrite les cérémonies en l'honneur des apparitions. Elle a été construite en 1976.

## Séminaire Saint-Pierre
Le séminaire international Saint-Pierre a été fondé en 1988 par la Fraternité sacerdotale Saint-Pierre pour former des prêtres selon la liturgie préconciliaire, c'est-à-dire en latin, selon la forme dite extraordinaire du rite romain. Josef Stimpfle, évêque d'Augsbourg, accueille le séminaire qui commence ses études en novembre 1988. Il est alors essentiellement formé de séminaristes en rupture avec la Fraternité sacerdotale Saint-Pie-X, après les sacres d'Écône. Les locaux s'avérant trop petits, de nouveaux bâtiments sont construits en l'an 2000 et terminés à l'automne. Le cardinal Castrillon bénit l'ensemble en décembre 2000. Le cardinal Ratzinger s'est rendu en visite au séminaire pour les fêtes de Pâques 1990.
Le séminaire accueille les séminaristes germanophones et francophones de la Fraternité. les séminaristes anglophones suivent leur formation au séminaire Notre-Dame-de-Guadalupe (Our Lady of Guadalupe) situé aux États-Unis à Denton dans le Nebraska.

## Illustrations

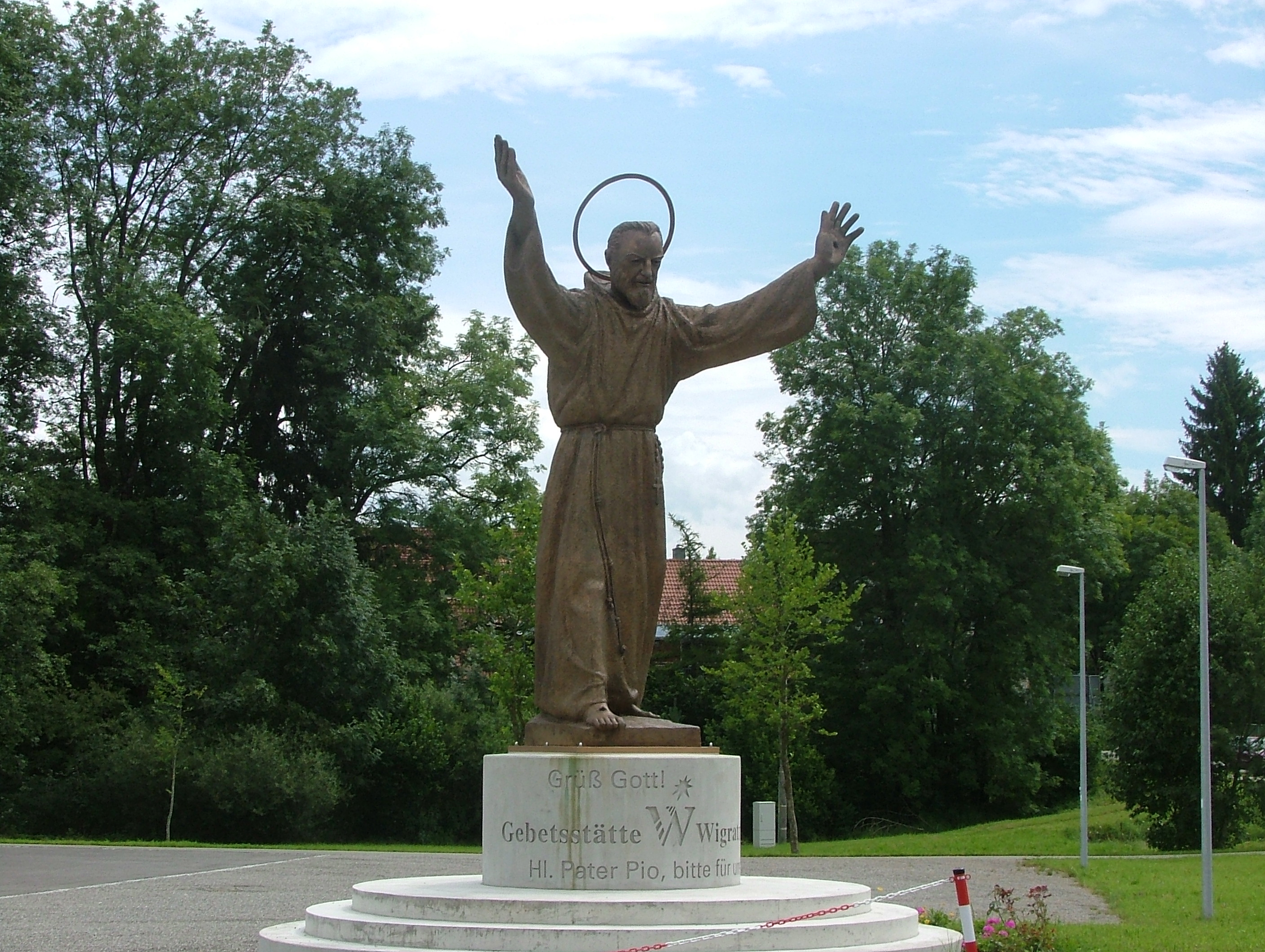
Statue en l'honneur du Padre Pio
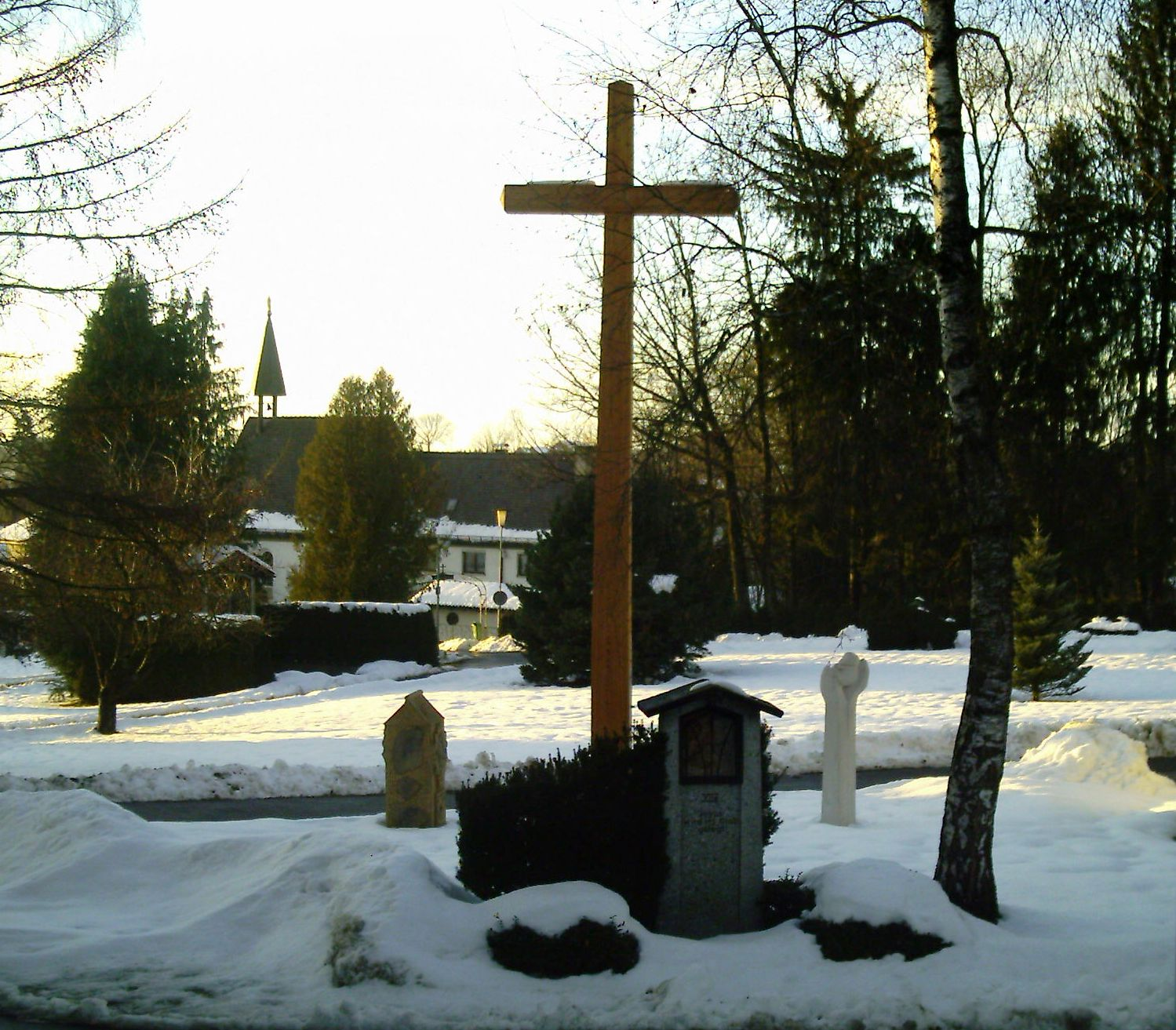
Vue du cimetière et de l'église du village
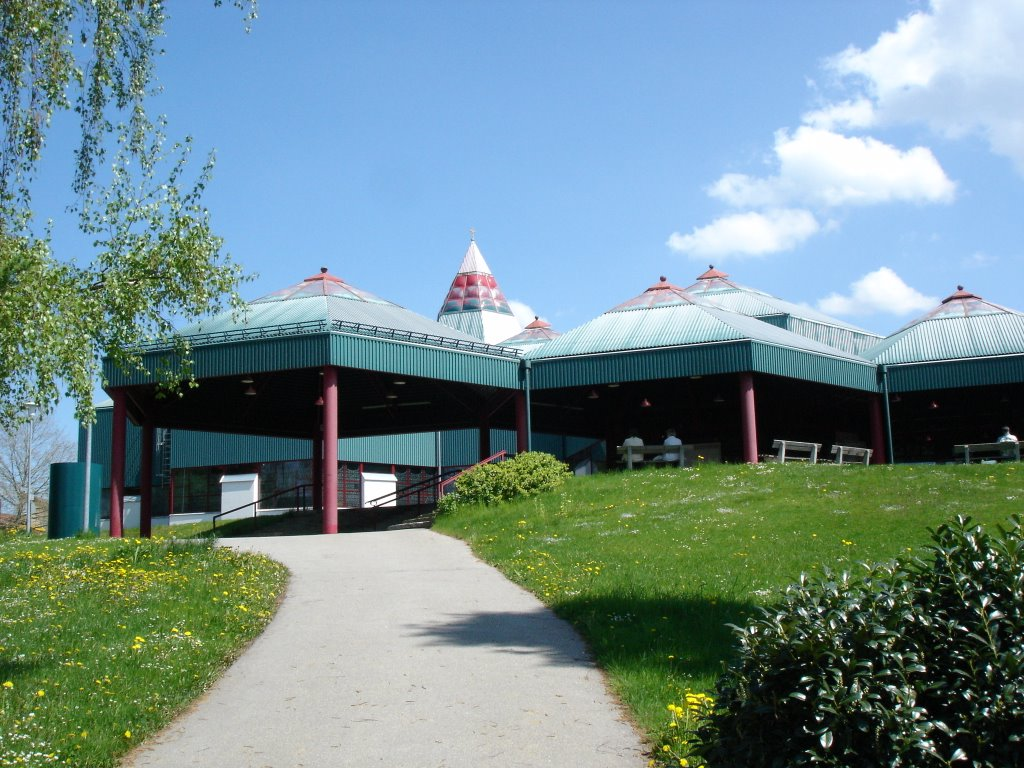
Vue de la chapelle Notre-Dame-de-Victoire